# Гурджаани
Гурджаа́ни (груз. გურჯაანი) — город (с 1934 года), центр Гурджаанского муниципалитета Грузии.
Население — 8024 жителей (2014).
Расположен на правобережье Алазанской долины. Железнодорожная станция в 122 км к востоку от Тбилиси; от Гурджаани железнодорожная ветвь (21 км) к Цнори. В 1929—1930 годах Гурджаани было центром Кахетинского округа.

## Экономика
Является центром развитого виноградарского и винодельческого района Грузии. В Гурджаани есть винодельческий, консервный, спиртовой, кирпичный и ремонтно-механический заводы.

## Культура
- В Гурджаани и окрестностях шесть музеев: дом-музей Иосифа Нонешвили, Нато Вачнадзе, Ивана Бериташвили, Музей Военной славы имени Шаликашвили, Мемориал Великой Отечественной войны и музей истории села Вачнадзиани.
- Церковь Успения Пресвятой Богородицы, построенная в VIII веке, уникальна своими двумя куполами[3]. В настоящее время завершена реставрация, и храм, и дорога к нему находятся в отличном состоянии.

## Туризм
Грязелечебный курорт Ахтала. Бывший курорт всесоюзного значения.